# Betty Ford Center
Il Betty Ford Center è un centro di riabilitazione dalla droga e dall'alcol sito a Rancho Mirage negli Stati Uniti, fondato dall'ex first lady degli Stati Uniti Betty Ford ed il suo amico, l'ambasciatore Leonard Firestone, nel 1982. La decisione della signora Ford di promuovere il progetto segue la lotta che ella stessa aveva dovuto affrontare per liberarsi dalla dipendenza di alcool e benzodiazepine. Dopo il ricovero della donna al Long Beach Naval Hospital, Betty Ford decise di perseguire l'obiettivo della creazione di un centro di trattamento, specializzato nelle necessità delle donne. Susan Ford, figlia di Betty Ford e del defunto presidente Ford, è l'attuale presidente del centro.
Il centro si trova nel campus dell'Eisenhower Medical Center. È noto per essere il centro di riabilitazione scelto da molte celebrità ("rehab of the stars"). Sono stati ricoverati al Betty Ford Center, tra gli altri, Billy Joel, Stevie Nicks, Mary Tyler Moore, Andy Gibb, Keith Urban e Liza Minnelli.